# Нісето Алькалья Самора
Нісето Алькалья Самора-і-Торрес (ісп. Niceto Alcalá-Zamora y Torres; 1877, Прієго-де-Кордова (Іспанська республіка)— 1949, Буенос-Айрес, (Аргентина)) — іспанський політик; ліберал, після падіння монархії в 1931 — прем'єр-міністр тимчасового уряду Іспанії; в 1931—1936 — президент республіки; від 1936 — в еміграції.

## Юрист і міністр
Народився в сім'ї землевласника. Здобув юридичну освіту в університетах Гранади і Мадрида. Викладав процесуальне право, здобув популярність як адвокат, судовий і політичний оратор. З юних років був членом ліберальної партії. В 1905 і 1907 роках був заступником секретаря уряду. В 1906—1923 роках обирався членом кортесів. У 1917 році — міністр громадських робіт, у 1922-му — військовий міністр (перший цивільний політик в Іспанії на цій посаді) в урядах Мануеля Гарсії Прієто. Також був представником Іспанії в Лізі Націй. Противник диктатури генерала Прімо де Рівери, за правління якого він перестав бути прихильником монархії (король Альфонс XIII підтримував диктатора) і став помірним республіканцем.

## Лідер помірних республіканців
Невдовзі після падіння диктатури, 13 квітня 1930 року, вимовив яскраву антимонархічну промову в театрі «Аполо де Валенсія», в якій позиціонував себе як прихильник консервативної республіки, заснованої на підтримці середнього класу та інтелектуалів. 17 серпня 1930 року, разом з іншим відомим політиком Мігелем Маурою, представляв консервативних республіканців під час підписання пакту Сан-Себастьяна, який символізував об'єднання різних антимонархічних сил. Після підписання цього договору був створений виконавчий комітет, який керував республіканської коаліцією — його очолив Алькалья Самора. У грудні 1930, після невдалої спроби військового перевороту, яку здійснили офіцери-республіканці, його, як і інших лідерів антимонархічних сил, заарештували. У березні 1931 року засудили до шести місяців і одного дня позбавлення волі; цей вирок змінили на умовний.

## Прем'єр-міністр
Після муніципальних виборів 12 квітня 1931 року, на яких республіканці перемогли у великих містах, включаючи Мадрид, Алькалья Самора очолив Революційний комітет, який вимагав від короля відректися від престолу. Після зречення Альфонса XIII він став (14 квітня) прем'єр-міністром Тимчасового уряду, який проголосив Іспанію республікою. Фігура колишнього королівського міністра Алькальї Самори, прийнятна для великих власників, повинна була забезпечити новому кабінету їхню лояльність.
15 квітня уряд оприлюднив програму своєї діяльності, яка була заснована на пакті Сан-Себастьяна і передбачала проведення аграрної реформи, свободу культів і віросповідань, повагу до приватної власності, відповідальність перед законом діячів диктаторського режиму, поступове розширення індивідуальних і профспілкових свобод та ін. Однак більшість міністрів уряду дотримувалися яскраво виражених антиклерикальних поглядів, які знайшли своє втілення в Конституції 1931 і були неприйнятні для католика Алькальї Самори, що призвело до його відставки 14 жовтня 1931 року (разом з ним уряд покинув і міністр внутрішніх справ Мігель Маура).

## Президент
Побоюючись, що Алькалья Самора приверне на свій бік супротивників республіки, соціалісти і ліві республіканці запропонували йому пост президента, на який його обрано 2 грудня 1931 (інавгурація відбулася 10 грудень того ж року). Від самого початку Алькала Самора втручався в політику уряду свого наступника Мануеля Асаньї, намагаючись пом'якшити його антиклерикальну позицію. Відмова президента підписати закони про секуляризацію освіти і про створення Суду конституційних гарантій (Алькалья Самора не ветував ці закони, але максимально затягував їх підписання) сприяла відставці уряду Асаньї, але Самора доручив йому сформувати наступний кабінет, розчарувавши таким чином консерваторів.
Однак політична криза тривала, і восени 1933 року Самора розпустив парламент, призначивши нові вибори, на яких 29 листопада 1933 року перемогли праві сили. Виляючи між різним політичними течіями президент відмовився доручити формування нового кабінету лідерові Іспанської конфедерації незалежних правих (CEDA) Хосе Марії Хіль Роблесу, а стимулював створення центристського уряду меншини, що сприяло загостренню його відносин з CEDA. Пізніше він погодився на включення в кабінет членів CEDA, але знову без надання її керівнику прем'єрського поста. У листопаді 1935 року, після чергового урядової кризи, він удруге розпустив кортеси та ініціював створення центристського уряду (прем'єр-міністром став його друг Мануель Портела Вальядарес), який повинен був зайнятися підготовкою нових виборів, що відбулися в лютому 1936. Перед цими виборами Алькала Самора намагався створити сильний політичний центр, який зміг би протистояти лівим і правим силам, але в умовах партійної поляризації не досяг успіху. На виборах переміг лівий Народний фронт, основною опозиційною силою стали праві націоналісти, а центристи поступилися і тим, і іншим.
Народний фронт, який переміг, побоювався, що Алькала Самора стане на бік правих сил, і 7 квітня 1936 року домігся його відставки, використовуючи конституційне положення про те, що парламент може усунути з посади главу держави, який двічі розпустив кортеси. Праві ж жодним чином не підтримали президента, не розглядаючи його як свого союзника.

## Емігрант
Після відставки Алькалья Самора вирушив у подорож по Скандинавії, де його застав початок Громадянської війни. Він відмовився повертатися до Іспанії, оскільки прихильники республіки розграбували його будинок і розкрили сейф у мадридському відділенні банку «Креді Ліоне», в якому перебував рукопис його мемуарів. У свою чергу, франкісти заочно засудили його до п'яти років заслання і штрафу в 50 млн песет. Початок Другої світової війни застав його у Франції, звідки він був змушений тікати до Латинської Америки після приходу до влади коллабораціоністського уряду Віші, який переслідував іспанських республіканців. У січні 1942 року дістався до Аргентини, де працював над книгами і статтями. Серед праць емігрантського періоду його життя можна відзначити політичні дослідження «Дефекти конституції 1931» (Los defectos de la Constitución de 1931, 1936) і «Глобальний світ та міжнародна організація» (Paz mundial y organización internacional, 1946).
Помер у Буенос-Айресі. 1979 року його тіло перепоховано в Мадриді.